# Rozhledna Kbíl
Kbíl u Strakonic je typizovaný ocelový telekomunikační stožár mobilního operátora, sloužící současně jako turistická rozhledna. Byl postaven v roce 2008 na vrchu Kbíl, asi 1,3 km od obce Libětice v okrese Strakonice. Kopec Kbíl je také znám díky výskytu magických kamenů – dolmenů. Nadmořská výška u paty stožáru je 664 metrů.

## Historie a technická data
Telekomunikační příhradový stožár byl otevřen pro veřejnost roku 2008. Přístup na plošinu ve výšce 27 metrů je umožněn po točitém schodišti. Z vyhlídkové plošiny se nabízí výhled na okolní krajinu.

## Výhled
Z otevřeného ochozu rozhledny je kruhový výhled na Strakonice, Šumavu s Boubínem a Bobíkem, Libín, Kleť, Brdy s nejvyšší horou Třemšín, JE Temelín, Blatensko, Písecké hory a další.